# 재일 베트남인
재일베트남인(일본어: 在日ベトナム人)은 일본에 거주하는 베트남인들을 말한다. 일본 법무성에 의한 도시에서 634,361명으로 일본에서는 2번째 민족이다.

## 개요
일본 법무성의 재류 외국인 통계에 따르면, 2024년 말 현재, 일본 내 베트남인은 634,361명이다. 이는 일본 내 외국인 중 한국(409,238명)을 제치고, 중국(873,286명)에 이어 두 번째로 많다.
체류 자격별로 보면, 전체의 약 3분의 1에 해당하는 「기능실습생」이 212,141명으로 가장 많다. 이는 일본 내 외국인 중 베트남인이 가장 많은 수치를 기록하고 있다. 그 뒤를 이어 「기술·인문지식·국제업무」(108,334명), 가족체류(64,912명)가 많다.
네 번째로 많은 「유학」(46,367명)에 대해서는, 고등교육기관 및 일본어 교육기관의 유학생이 2024년 현재 세 번째로 많다.
일본 내 베트남인은 매년 증가하고 있으며, 특히 최근 몇 년 동안은 일본 내 외국인 중에서도 가장 큰 증가폭을 보이고 있다. 또한, 베트남전쟁 당시 인도차이나 난민의 자녀 2세나 일본 국적을 취득한 사람들을 포함하면, 더욱 많은 수가 된다.

## 역사
19세기 말부터 20세기 초의 동유운동(東遊運動) 으로 인해 베트남 유학생들이 일본에 체류하였다. 그리고 1970년대의 베트남 난민 수용으로 베트남인의 일본 이주가 시작되었으며, 그중 다수는 난민 수용 시설이 설치된 가나가와현과 효고현에 정착하여 1만 명 규모의 수용을 받게 되었다. 정주 촉진 센터는 효고현 히메지시와 가나가와현 야마토시에 설치되었다. 이들 가운데 현재까지도 영주자나 정주자로 거주하고 있는 사람, 일본 국적을 취득한 사람도 적지 않다.
그 후 1990년대의 외국인 노동자 증가 추세에 맞추어 베트남인도 늘어났지만, 2000년에도 그 수는 고작 16,908명에 지나지 않았다. 이후 기능실습생의 증가와 더불어 베트남인이 급증하기 시작했으며, 그 수는 2010년의 41,781명에서 불과 8년 만에 약 30만 명이 늘어나 330,835명에 달하는 등 급격히 증가했다.

## 거주 지역
2024년 말 현재 통계에 따르면, 도도부현별로는 아이치현이 64,377명으로 가장 많고, 그다음은 오사카부 62,796명, 도쿄도 54,223명, 사이타마현 47,563명, 가나가와현 40,563명의 순이다.
유학생은 교토부, 긴키권, 후쿠오카현 등의 도시부에 집중되어 있으며, 기능실습생은 아이치현, 오사카부, 사이타마현 순으로 많다. 또한 영주자, 정주자는 인도차이나 난민의 정착지였던 가나가와현, 효고현 외에 사이타마현에도 많다.
기초 자치단체별로 보면 가장 많은 곳은 오사카시(오사카부)로 19,412명, 그다음은 나고야시(아이치현) 10,441명, 이어서 요코하마시(가나가와현) 9,545명, 고베시(효고현) 8,053명, 후쿠오카시(후쿠오카현) 6,930명, 가와사키시(가나가와현) 4,582명, 가와구치시(사이타마현) 4,431명, 히로시마시(히로시마현) 4,023명 순으로, 수도권에 국한되지 않고 일본 각지의 주요 자치단체에 걸쳐 많이 거주하고 있다.
또한, 인도차이나 난민을 수용했던 히메지시에는 정주 촉진 센터가 있었으며, 지금도 인도차이나 난민 커뮤니티가 존재한다.

## 노동자
2024년 베트남인 노동자는 일본 내 외국인 노동자 가운데 가장 큰 집단으로, 약 57만 명에 달했다. 이는 전체의 약 25%에 해당한다.
외국인 기능실습생으로 일본에 체류하는 베트남인은 많으며, 일본 내 베트남인의 약 40%를 차지한다. 베트남인 노동자의 절반가량이 기능실습생이다.
그러나 일부 악질 브로커를 통해 강제로 모집된 베트남 농촌 지역의 노동자들이 일본 내 실습처에서 가혹한 노동환경, 임금 체불 등 여러 문제에 직면하고 있다. 이 기능실습 제도는 인권 침해나 현대판 노예제도라는 비판을 세계적으로 받고 있으나, 여전히 이 제도를 이용하는 외국인 가운데서는 베트남인이 중국인을 크게 앞지르며 가장 많다.

## 범죄
재일 외국인 가운데, 베트남 국적자의 범죄가 급격히 증가하고 있으며, 2017년 이후로는 매년 외국인 중에서 범죄 검거 건수가 가장 두드러지고 많은 집단이 되고 있다.
재일 베트남인 남성 중에는 수백만 엔 규모의 돈을 걸고 도박을 한 사례도 있으며, 도쿄, 후쿠오카, 군마, 아이치 등 여러 지역에서 운영되던 도박장에 출입했던 혐의자도 있다.
기능실습생이 큰 비중을 차지하는 것이 베트남인인데, 레이와 시대 이후, 베트남인 기능실습생의 범죄율이 높아지고 있다. 그 이유로는, 일본 입국을 위한 송금이나 알선업자에 대한 지불 금액이 다른 국가에 비해 많은 점, 그리고 기능실습 제도에서는 직업 이동이 원칙적으로 인정되지 않기 때문에, 소위 블랙기업에 취업했을 경우에는 실패와 불법 체류로 이어지는 사례가 적지 않다는 점이 지적되고 있다.

## 유명한 재일 베트남인
- 응우옌 트란 푸옥 안(베트남어: Nguyen Tran Phuoc An, 일본어: グエン・トラン・フォク・アン), 야구 선수
- 폰치(phongchi), 아이돌링 멤버

## 같이 보기
- 베트남-일본 관계